# Klub Sportowy FKS Stal Mielec
Il Klub Sportowy FKS Stal Mielec, noto come Stal Mielec, è una società calcistica polacca con sede nella città di Mielec. Milita nella I liga, la seconda serie del campionato polacco di calcio.
Fondato il 10 aprile 1939, il club ha vinto il campionato di massima serie in due occasioni (1973 e 1976) e si è piazzato una volta al secondo posto (1975). Nel 1976 raggiunse inoltre la finale della Coppa di Polonia, dove fu sconfitto. Ha disputato per tre volte la Coppa UEFA, arrivando in un'occasione ai quarti di finale (1975-1976), oltre a contare due partecipazioni alla Coppa dei Campioni.

## Organico

### Rosa 2023-2024
| N. |                        | Ruolo | Calciatore          |
| -- | ---------------------- | ----- | ------------------- |
| 1  | Polonia (bandiera)     | P     | Mateusz Kochalski   |
| 3  | Paesi Bassi (bandiera) | D     | Bert Esselink       |
| 4  | Polonia (bandiera)     | D     | Kamil Pajnowski     |
| 5  | Romania (bandiera)     | D     | Marco Ehmann        |
| 6  | Brasile (bandiera)     | D     | Leandro             |
| 7  | Polonia (bandiera)     | C     | Łukasz Gerstenstein |
| 8  | Giappone (bandiera)    | C     | Kōki Hinokio        |
| 10 | Polonia (bandiera)     | C     | Maciej Domański     |
| 11 | Polonia (bandiera)     | C     | Krzysztof Wołkowicz |
| 12 | Polonia (bandiera)     | P     | Mateusz Dudek       |
| 13 | Polonia (bandiera)     | P     | Konrad Jałocha      |
| 14 | Polonia (bandiera)     | C     | Przemysław Maj      |
| 16 | Malta (bandiera)       | C     | Matthew Guillaumier |

| N. |                        | Ruolo | Calciatore                   |
| -- | ---------------------- | ----- | ---------------------------- |
| 17 | Bielorussia (bandiera) | A     | Illja Škuryn                 |
| 18 | Polonia (bandiera)     | C     | Piotr Wlazło                 |
| 21 | Polonia (bandiera)     | C     | Mateusz Matras               |
| 22 | Portogallo (bandiera)  | C     | Rafa Santos                  |
| 23 | Polonia (bandiera)     | D     | Krystian Getinger (capitano) |
| 25 | Polonia (bandiera)     | C     | Łukasz Wolsztyński           |
| 27 | Lettonia (bandiera)    | C     | Alvis Jaunzems               |
| 29 | Polonia (bandiera)     | C     | Jakub Rozwadowski            |
| 37 | Polonia (bandiera)     | C     | Mateusz Stępień              |
| 42 | Finlandia (bandiera)   | A     | Kai Meriluoto                |
| 55 | Polonia (bandiera)     | D     | Maksymilian Pingot           |
| 86 | Polonia (bandiera)     | C     | Igor Strzałek                |

## Palmarès

### Competizioni nazionali
- Campionato polacco: 2

1972-1973, 1975-1976
- Campionato polacco di seconda divisione: 4

1960, 1984-1985, 1987-1988, 2019-2020
- Campionato polacco II liga: 1

2015-2016

### Competizioni internazionali
- Coppa Intertoto: 1

1971

### Altri piazzamenti
- Campionato polacco:

Secondo posto: 1974-1975
Terzo posto: 1973-1974, 1978-1979, 1981-1982
- Coppa di Polonia:

Finalista: 1975-1976
Semifinalista: 1976-1977, 1989-1990

## Variazioni del nome
- 1939 - KS PZL Mielec
- 1946 - RKS PZL Zryw Mielec
- 1949 - ZKS Stal Mielec
- 1957 - FKS Stal Mielec
- 1977 - FKS PZL Stal Mielec
- 1995 - MKP Mielec
- 1998 - MKP Lobo Stal Mielec
- 1997 - MKP Stal Mielec
- 2002 - KS Stal Mielec
- 2003 - KS FKS Stal Mielec